# Friedelehe
Friedelehe es el término para una forma postulada de matrimonio germánico que se dice que existió durante la Alta Edad Media. Este concepto fue introducido por Herbert Meyer en la historiografía medieval durante la década de 1920. Existe cierta controversia en cuanto a si existió tal forma de matrimonio, en realidad un «quasi matrimonio», pero los historiadores que lo han identificado coinciden en que no fue aceptado por la Iglesia.

## Etimología
El término Friedelehe significa aproximadamente «matrimonio amante». La palabra alemana moderna friedel se deriva del alto alemán antiguo friudil, que significaba «amante» o «cariño»; que a su vez deriva de frijōn «amar». El alemán antiguo friudil era paralelo al antiguo nórdico fridl, frilla, moderno danés y noruego frille «amante».
A friedel se le suma la palabra ehe «matrimonio», del alto alemán antiguo ēha o ēa «matrimonio», que a su vez se remonta a la forma ēwa, que significa —aproximadamente— «ley» cósmica o divina. Una forma del alemán antiguo friudilēha aparentemente no está certificada, lo que contribuye a la controversia sobre la autenticidad del término moderno.

## Definición de características deFriedelehesegún Meyer
Según Herbert Meyer, las características de Friedelehe fueron:
- El marido no se convertía en el tutor legal de la mujer, a diferencia del matrimonio “Muntehe” o el matrimonio bajo fianza.
- El matrimonio se basaba en un acuerdo consensuado entre marido y mujer, es decir, ambos tenían el deseo de casarse.
- La mujer tenía el mismo derecho que el hombre de solicitar el divorcio.
- Friedelehe solía hacerse entre parejas de diferente estatus social.
- Friedelehe no era sinónimo de poliginia, pero lo habilitó.
- Los hijos de un Friedelehe no estaban bajo el control del padre, sino también del de la madre.
- Los hijos de un Friedelehe disfrutaban inicialmente de los derechos de herencia completos; aunque bajo la influencia creciente de la iglesia, su posición se debilitó continuamente.
- El Friedelehe se realizaba únicamente mediante el transporte público de la novia al domicilio del novio y la consumación de la noche de bodas; la novia también recibía una dote por parte del marido para el caso de que su esposa le sobreviviera.
- El Friedelehe fue capaz de convertirse en un Muntehe —matrimonio de dote o tutela—, si el esposo transmitía posteriormente el excrex.[4]

Quizás el personaje histórico más conocido que haya nacido bajo un Friedelehe fue Carlomagno, que unificó gran parte de Europa en la Edad Media. La mayoría de los historiadores coinciden en que nació el 2 de abril de 742, mientras que sus padres, Pipino el Breve y Bertrade de Laon, estaban obligados por un contrato privado, que no se consideraba una unión legal; la pareja no se casó hasta el año 744. Según Meyer, Friedelehe fue declarado ilegítimo por la Iglesia en el siglo IX. Sin embargo, se dice que los vestigios de esta forma de matrimonio han persistido hasta los tiempos modernos, reflejados en la forma del matrimonio morganático. Se le llamaba también «matrimonio de la mano izquierda», porque en este tipo de matrimonio el novio sostenía la mano derecha de la novia con la suya izquierda, cuando lo normal es hacerlo al revés. Este tipo de matrimonio era conocido en el derecho germánico, del que pasó al derecho de muchos pueblos. La Iglesia católica siempre lo consideró como un matrimonio más.

## Crítica de la definición de Meyer
De acuerdo con investigaciones recientes, entre otras de Else Ebel, Karl Heidecker y Andrea Esmyol, se han acumulado indicios de que Friedelehe es un mero artefacto de investigación, una construcción que surgió de una interpretación errónea de las fuentes por parte de Meyer. En particular, Esmyol ha refutado las suposiciones básicas de la definición de Meyer, en su disertación Lover or Wife? Concubines in the Early Middle Ages.
Se han planteado los siguientes puntos de crítica:
- Después de revisar las fuentes nórdicas usadas por Meyer, Ebel no puede confirmar sus conclusiones. En particular, ella ofrece la crítica de que sus citas han sido sacadas de contexto, distorsionando su significado.
- Según Esmyol, las citas textuales usadas por Meyer se refieren al concubinato o a los matrimonios precavidos, y no conducen a ninguna conclusión sobre la existencia de una forma de matrimonio más libre, como Friedelehe.
- Además, la mayoría de las fuentes frecuentemente empleadas por Meyer datan de un tiempo en el que, incluso según su propia opinión, Friedelehe ya no existía.

Que la teoría de Meyers todavía pudo prevalecer en este campo de investigación durante décadas se puede atribuir al contexto específico en el que se desarrolló. Fue, por un lado, una época del siglo XIX y principios del XX caracterizada por la búsqueda de modelos históricos de libre elección en el ámbito del amor libre; por otro lado, fue precisamente durante la época del régimen nazi, que se cuidó de que no se pasara por alto la teoría de Meyer, ya que encajaba muy bien en la ideología nazi que enfatizaba la herencia germánica y promovía una tasa de natalidad más alta (véase Lebensborn, asociación fundada en 1935).